# Alfred Koerppen

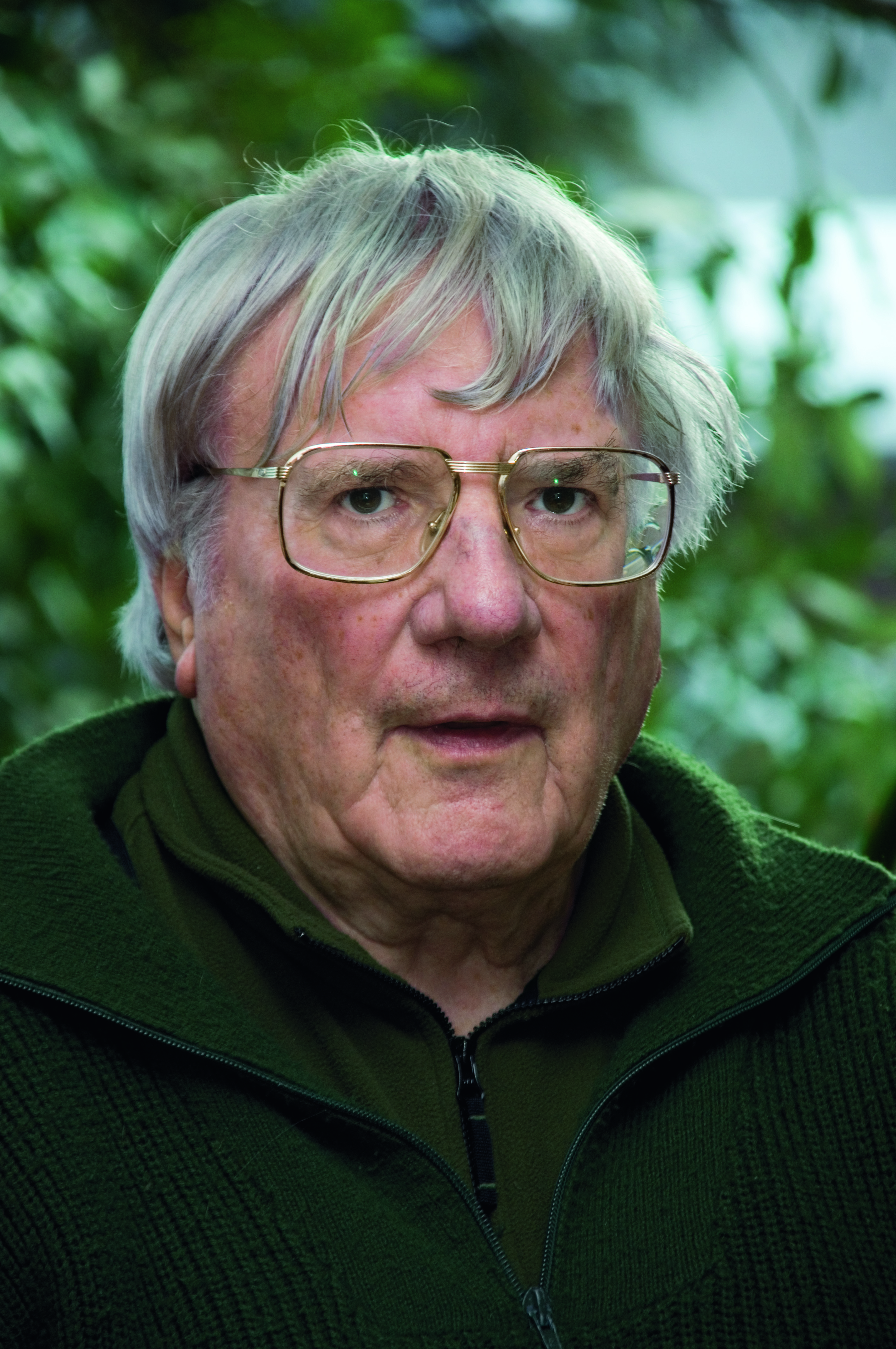
Alfred Koerppen (2010)

Alfred Koerppen (geboren 16. Dezember 1926 in Wiesbaden; gestorben 5. Juli 2022 in Burgdorf (Region Hannover) war ein deutscher Komponist, Organist, Musik- und Hochschullehrer.

## Leben
Alfred Koerppens Vater war Dirigent, so dass er schon früh mit Musik vertraut wurde. Mit sechs Jahren erhielt er ersten Musikunterricht.
Bereits während der Schulzeit entstanden eigene Kompositionen und er erhielt am Musischen Gymnasium in Frankfurt am Main – als Mitschüler von Paul Kuhn, Heinz Hennig und Siegfried Strohbach – Unterricht in Komposition und Musiktheorie bei Kurt Thomas.
Nach dem Krieg war Koerppen zunächst als Organist und Musiklehrer in Frankfurt tätig. 1946 wurden erste Werke verlegt und er erhielt Kompositionsaufträge.
1948 wurde Koerppen auf eine Dozentenstelle an der Landesmusikschule Hannover berufen, die spätere Hochschule für Musik, Theater und Medien Hannover, an deren Aufbau er maßgeblich beteiligt war. 1960 wurde ihm der Rompreis zugesprochen, der mit einem einjährigen Aufenthalt in der Villa Massimo in Rom verbunden war. Ebenfalls 1960 heiratete er die Geigerin Barbara Boehr; im Folgejahr 1961 übersiedelte das Ehepaar dauerhaft nach Burgdorf bei Hannover.
1967 erhielt er die Professur für Komposition und Musiktheorie an der Hochschule für Musik und Theater Hannover. Verschiedene Lehraufträge führten Korppen nach Russland, zudem nahm er eine Gastprofessor an der Musikhochschule Shanghai an.
Zu seinen Schülern gehörten Otfried Büsing, Willi Vogl, Gerhard Luchterhandt, Charlotte Seither und Elmar Lampson.
Im Jahr 1983 erhielt Koerppen den Niedersachsenpreis für Kultur, und – nachdem er mit seiner Ehefrau im Jahr 2002 die Alfred-Koerppen-Stiftung zur Förderung unter anderem junger Komponisten zeitgenössischer Musik gegründet hatte – 2007 das Verdienstkreuz am Bande des Niedersächsischen Verdienstordens.

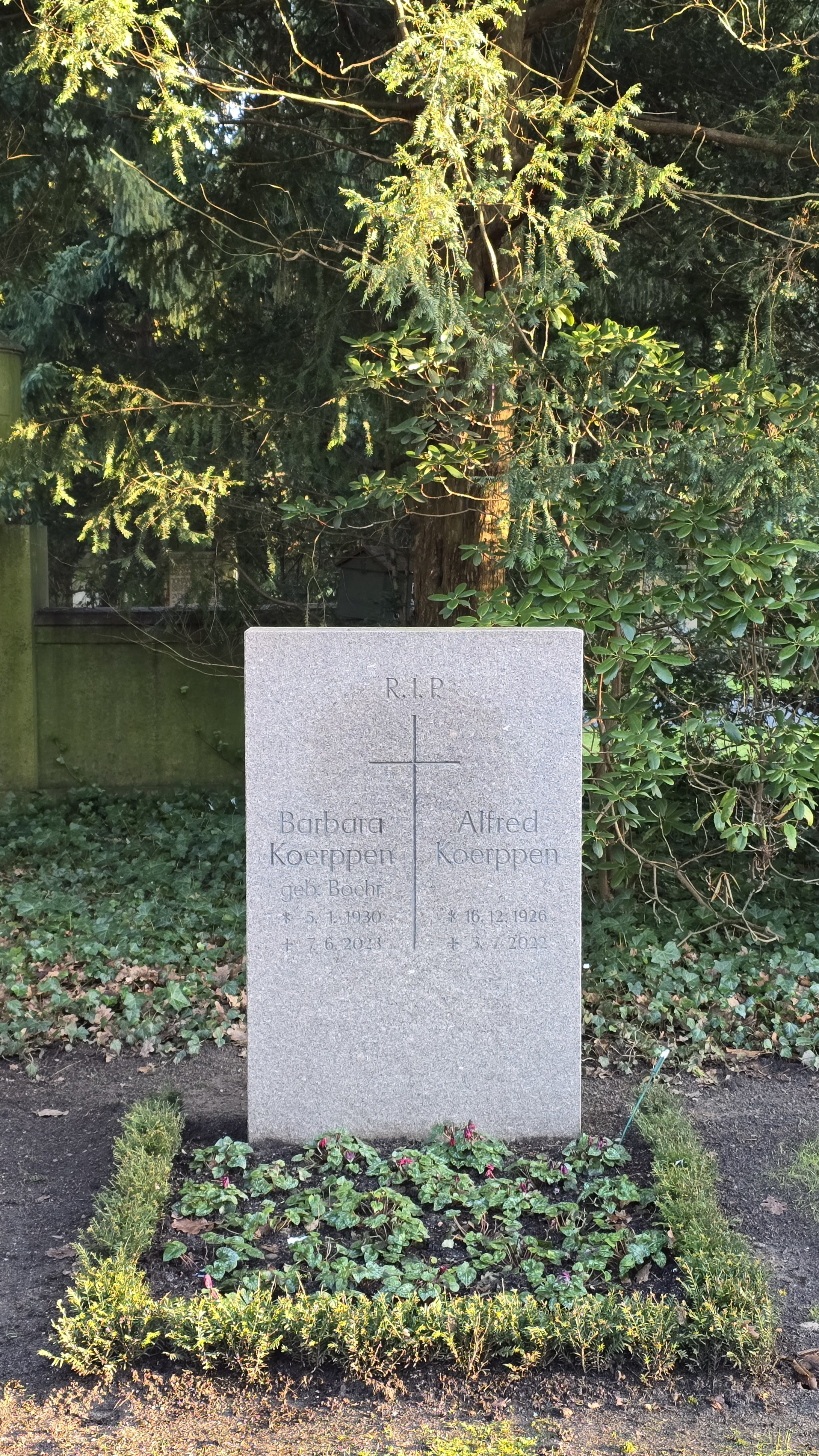
Schlichtes Grabmal für Koerppen und seine Ehefrau Barbara Koerppen in Hannover auf dem Stadtfriedhof Engesohde

Alfred Koerppen starb 2022 in Burgdorf im 96. Lebensjahr. Ebenso wie seine kaum ein Jahr später verstorbene Witwe wurde er in Hannover auf dem Stadtfriedhof Engesohde beigesetzt.
Alfred Koerppens kompositorischer und schriftlicher Nachlass befindet sich in der Gottfried Wilhelm Leibniz Bibliothek – Niedersächsische Landesbibliothek in Hannover und spiegelt sein breitgefächertes musikalisches Schaffen, bestehend aus Orchester- und Kammermusik, Chormusik, Oratorien und theatralischen Werken, Film- und Schauspielmusik sowie musiktheoretische und musikästhetische Schriften.

## Werke
Koerppens Werke sind verlegt bei Breitkopf & Härtel, Möseler Verlag, Bärenreiter, Ferrimontana und ADU-Verlag (heute Merseburger Verlag).
Er schrieb Kammermusik u. a. für Streicher und Klavier, Orgelwerke, Lieder, zahlreiche Chorwerke a cappella und mit Begleitung. Im Folgenden eine Auswahl; ein vollständiges Werkverzeichnis ist auf der Homepage von Alfred Koerppen zu finden.

### Werke für Klavier
- 10 Charakterstücke (1989). Möseler, Wolfenbüttel 1994
- Sonata breve (1993). Möseler, Wolfenbüttel 1998
- Setiner Tagebuch (1999); 15 leichte Stücke für Klavier zu 2 u. 4 Händen. Möseler, Wolfenbüttel 2002

### Kammermusik
- Sonatine (1965) für Violine u. Klavier. Möseler, Wolfenbüttel 1970
- Violinterzette (1969). Möseler, Wolfenbüttel 1970
- Duo für Querflöte u. Violine (1978). Möseler, Wolfenbüttel 1978
- Verstohlen geht der Mond auf (1983). Variationen für Violine u. Klavier. Möseler, Wolfenbüttel 1986
- Sonate in zwei Sätzen (1986) für Violine u. Klavier. Möseler, Wolfenbüttel 1988
- Trio in drei Sätzen (1986) für Violine, Violoncello u. Klavier
- Triospiel (1987) für Violine, Violoncello u. Klavier. Möseler, Wolfenbüttel 1987
- Klavierquartett (1988). Möseler, Wolfenbüttel 1995
- Duo über Cis, A und D (1989) für Violine u. Violoncello. Möseler, Wolfenbüttel 1991
- Melusine oder Varie maniere di ascéndere (1990) für Violine. Möseler, Wolfenbüttel 1991
- Streichtrio (1994). Möseler, Wolfenbüttel 2001. Möseler, Wolfenbüttel 2009
- Triosonatine (2001) für Alt-Blockflöte, Querflöte u. Klavier
- Streichquartett Nr. 1 (2006). Möseler, Wolfenbüttel 2006
- Streichquartett Nr. 2 (2007). Möseler, Wolfenbüttel 2009

### Orchesterwerke
- Sinfonietta (1946)
- Concerto grosso für Streichorchester (1947)
- 1. Symphonie „Die Erscheinung der Reiter“(1948)
- Der März. Proemio für Orchester (1981)
- 2. Symphonie (1985). Möseler, Wolfenbüttel 1985
- Silvanus (1989). Möseler, Wolfenbüttel 1996
- Sette Apparizioni (1993)
- 3. Symphonie (2001)
- Konzert für Streichorchester (2001)
- Kammersinfonie für 10 Bläser (2005)

### Solokonzerte
- „Abgesang“ für Violine und Orchester (1995)
- Konzert für Basstuba und Orchester (1996)
- Concertino für Marimbaphon und Streichorchester (2002)

### Chorwerke
- Das Hohe Lied Salomons für 6-stimm. gem. Chor (1945)
- Der Turmbau zu Babel. Szenisches Oratorium für 4 Soli, Männerchor und großes Orchester (1951)
- Fünf Chorlieder für Männerchor mit Klavierbegleitung nach Gedichten von Joseph von Eichendorff (1959)
- Joseph und seine Brüder. Chorerzählung für Frauenchor u. Sprechgruppen (1967). Möseler, Wolfenbüttel 1969
- Invocationen nach Gesängen des Wienhäuser Liederbuches für Schola, gem.Chor, Fl. Ob. Vl. Vc. Kb. u. Orgel (1968). Möseler, Wolfenbüttel 1968
- Parabel vom Dornbusch für gem. Chor u. Orchester (1969). Möseler, Wolfenbüttel 1969
- Das Stadtwappen. Szene für Soli (T. Bar. B.) gem. Chor u. großes Orchester nach einem Text von Franz Kafka (1973)
- Vier italienische Madrigale nach Gedichten von Giuseppe Ungaretti für Soloquartett und gem. Chor (1976). Möseler, 1978
- Zauberwald für Frauenchor (1982). Möseler, Wolfenbüttel 1983
- Echo für Soli u. gem. Chor (1985). Möseler, Wolfenbüttel 1985
- Auf einem Baum ein Kuckuck saß. Volksliedvariation für Frauenchor (1987). Möseler, Wolfenbüttel 1989
- Exemplarische Geschichten für Frauenchor (1989). Möseler, Wolfenbüttel 1994
- 16 europäische Weihnachtslieder für gemischten Chor a cappella ad lib. mit Bläserseptett und Orgel (1991)
- Elia. Chorerzählung für gem. Chor u. Orgel (1991). Möseler, Wolfenbüttel 2004
- Vier lateinische Chorlieder für gemischten Chor a cappella (1991)
- Jona. Chorerzählung für Soli, gem. Chor u. Orgel (1995). Möseler, Wolfenbüttel 1999
- Schöpfer Geist. Kantate in sieben Teilen für Sprecher, Solisten, gem. Chor und 13 Bläser (1998)
- Zu Weihnachten in Deutschland für Sprecher, Soli, gem. Chor und 14 Instrumente (2000)
- 6 Weihnachtslieder für Frauenchor (2003)
- Stephanus. Chorerzählung für Sprecher, Soli, gem. Chor u. Orgel (revidiert 2004). Möseler, Wolfenbüttel 2004
- Missa Brevis (2005). Möseler, Wolfenbüttel 2005
- Chorlieder auf Worte von Goethe, Claudius und Koerppen für gem. Chor (2008). Möseler, Wolfenbüttel 2008
- Gebete aus der Arche für Soli, Frauenchor u. Instrumente (revidiert 2008). Möseler, Wolfenbüttel 2008
- Das Schönste. Ode für Frauenchor (2009). Möseler, Wolfenbüttel 2009
- Deutsche Messe für gem. Chor (revidiert 2010). Möseler, Wolfenbüttel 2010
- Verleih uns Frieden gnädiglich. Choralkantate für Gemeinde (1-st. Chor), gem. Chor u. Instrumente (2010). Möseler, Wolfenbüttel 2010
- Der Tod des Johannes. Chorerzählung für gem. Chor, Klarinette u. Orgel (2010). Möseler, Wolfenbüttel 2011
- Witz und Aberwitz. Neun Stücke für gem. Chor auf Worte von Erich Kästner, Hugo Ball und Fred Endrikat. Möseler, Wolfenbüttel 2012
- Zwölf Chorlieder für gem. Chor. Möseler, Wolfenbüttel 2013
- Kaddisch für gem. Chor u. Klavier/Orgel. Möseler, Wolfenbüttel 2014

### Bühnenwerke
- Virgilius, der Magier von Rom (Text: A. Koerppen), Große Zauberoper für Bariton, Sprechrolle, Knabenchor und Klavier oder Orchester (Frankfurt am Main, 1951)
- Der verlorene Sohn (Text: André Gide), Schauspielmusik (1953)
- Der kleine Prinz (Text: Antoine de Saint-Exupéry), Bühnenmusik (1963)
- On ne badine pas avec l’amour (Text: Alfred de Musset), Bühnenmusik (1965)
- Arachne, Ballett (1968)
- Die Wettermacher (Text nach Johann Peter Hebel), Singspiel für 3 Knabenstimmen, Männerchor, Klavier, elektr. Orgel und Schlagzeug (1972; 1973 Puebla, Mexiko)
- Ein Abenteuer auf dem Friedhof (Text nach Guy de Maupassant), Kammeroper, Vorspiel und 4 Szenen (Hannover, 1980). Möseler, Wolfenbüttel o. J.

## Ehrungen und Auszeichnungen
- 1960 Stipendium der Villa Massimo
- 1983 Niedersachsenpreis für Kultur
- 2007 Verdienstkreuz am Bande des Niedersächsischen Verdienstordens